# Dibrometo de Pibiapicmetil
Dibrometo de Pibiapicmetil é um agente químico sintético de formulação C42H50Br2N6O6.